# 한국천주교중앙협의회
한국천주교중앙협의회(韓國天主教中央協議會, Catholic Conference of Korea)는 한국천주교주교회의(Catholic Bishops' Conference of Korea, CBCK)가 전국 차원의 문서 전교 등을 위하여 중앙출판사의 기능을 하는 조직의 필요에 따라 설립된 단체로서 1952년 1월 11일 대한민국 문화체육관광부 (당시 문교부)에 등록된 사단법인이다. 사무실은 서울특별시 광진구 면목로 74에 있다.

## 1. 목적
한국천주교중앙협의회는 한국 천주교회의 유기적인 활동을 위한 협의 기구로서 한국 천주교회의 모든 현안에 대한 정보를 교환하고 협의하며 한국 사회의 건전한 발전과 복음화에 기여함을 목적으로 한다.

## 2. 주요 사업
- 한국 천주교회의 선교 사목 활동의 정보 교환과 유대 강화
- 성경과 전례서, 교리서와 교황청 문서등 출판. 기관지 발행
- 교회 관련 서적과 교회가 인정하는 홍보물 보급
- 국내외 가톨릭 신자들의 교류 촉진
- 국내외 긴급 구호 활동과 가톨릭 사회 복지 사업 지원

## 3. 구성
한국천주교중앙협의회의 회원은 한국 내 각 교구의 교구장(또는 대리)으로 한다. 총회에서 선출된 임기 3년의 이사장 1인, 상임이사 1인, 이사 3인, 감사 2인의 임원을 둔다.

## 4. 운영
한국천주교중앙협의회의 최고 의결 기관으로 총회가 있다. 한국천주교중앙협의회 업무를 위해 사무처와 사무총장을 둔다. 사무총장은 총회를 거쳐 이사장이 임명하며 임기는 3년이고 한 번 더 연임될 수 있다. 사무처에 국장 약간 명을 임기 3년으로 임용하되 연임할 수 있다.

## 같이 보기
- 한국 천주교 주교회의